# Pimelia arabica
Pimelia arabica es una especie de escarabajo del género Pimelia, tribu Pimeliini, familia Tenebrionidae. Fue descrita científicamente por Klug en 1830.
Se mantiene activa durante los meses de enero, febrero, marzo, septiembre, noviembre y diciembre.

## Descripción
Mide 19-26 milímetros de longitud.

## Distribución
Se distribuye por Emiratos Árabes Unidos, Omán e Israel.